# Sami Sirviö
Sami Petteri Sirviö (n. 28 de mayo de 1970, Eskilstuna, Suecia) es un músico sueco, conocido por ser el guitarrista principal de la banda de rock sueca Kent.

## Biografía
Sirviö fundó Kent en 1990 junto con el vocalista Joakim Berg, el bajista Martin Sköld, el baterista Markus Mustonen y el tecladista Thomas Bergqvist. La banda originalmente se llamaba Jones & Giftet (Jones y el Veneno) antes de cambiar su nombre primero a Havsänglar (Ángeles del mar), y posteriormente a Kent. 
En aquel tiempo, Bergqvist había sido despedido de la banda y reemplazado por Martin Roos. Después de la publicación del primer álbum de la banda, Roos dejó Kent para enfocarse en una carrera en BMG y la banda pronto reclutó a Harri Mänty como suplente. 
La banda continuó publicando varios álbumes comercialmente exitosos y alabados por la crítica bajo esa alineación, intacta hasta 2006, momento en el que el guitarrista rítmico Harri Mänty se retiró. En vez de reclutar a otro elemento permanente para la banda, Sirviö, al lado de Jocke Berg, participó en la grabación de las guitarras para el siguiente trabajo, publicado en 2007, Tillbaka til samtiden. 
Para los conciertos en vivo, la banda desde entonces cuenta con la participación de Max Brandt como guitarrista no oficial. Además de su intervención en Kent, Sirviö también ha colaborado en el álbum de 2006 de Lisa Miskovsky, titulado Changes. Asimismo, ha sido productor de varios discos de artistas suecos y finlandeses.
En 2005 Sirviö se casó con Jennie Persson, quien fue su novia durante seis años, en la Iglesia de María Magdalena, en Estocolmo.

## Equipo musical
Sirviö durante mucho tiempo ha utilizado una variedad de modelos de guitarras Gibson Les Paul con pastillas humbuckers originales reemplazadas con pastillas de bobinado simple P-90 durante las grabaciones y las actuaciones en vivo. Sin embargo, para la grabación de Tillbaka till samtiden Sirviö principalmente utilizó una Fender Telecaster Custom 1967.
Ocasionalmente Sirviö utiliza un e-bow en su guitarra, a menudo combinado con un pedal de retraso. El amplificador principal de Sirviö para la grabación fue un Vox AC30 de 1963, pero un Fender Concert de 1954 y un Hiwatt Costum 100 de 1964 también fueron utilizados por él. Para las actuaciones en directo, Sirviö utiliza un amplificador nuevo Hiwatt con un gabinete 4x12.

## Discografía
Con Kent
- Kent (1995)
- Verkligen (1996)
- Isola (1997)
- Isola (Versión en inglés) (1998)
- Hagnesta Hill (1999)
- Hagnesta Hill (Versión en inglés) (2000)
- Vapen & ammunition (2002)
- Du & jag döden (2005)
- The hjärta & smärta EP (2005)
- Tillbaka till samtiden (2007)
- Box 1991–2008 (2008)
- Röd (2009)
- En plats i solen (2010)
- Jag är inte rädd för mörkret (2012)
- Tigerdrottningen (2014)

Como productor
- Petrol – Record (1997)
- Mobiles Homes – EP (2003)
- Jay Jay Johanson – Tell me all the girls I'm back in town (Remix) (2004)
- Sapporo 72 – Business and Pleasure (2005)
- West End Girls – Goes Petshopping (2006)
- Disco – Vihaa, rakkautta vai jotain muuta (2006)
- Mobiles Homes – Close (2008)

Como músico invitado
- Lisa Miskovsky – Changes (2006)

- Datos: Q3355505